# Đại dịch COVID-19 tại Palestine
Bài viết này ghi lại các tác động của đại dịch COVID-19 ở Palestine, và có thể không bao gồm tất cả các phản ứng và biện pháp chính hiện đại.

## Dòng thời gian
Bảy trường hợp được xác nhận nhiễm COVID-19 tại Nhà nước Palestine vào ngày 5 tháng 3.
Tính đến ngày 10 tháng 12 năm 2023, Palestine ghi nhận 621,008 trường hợp mắc COVID-19 và 5,404 trường hợp tử vong.